# Blas Cabrera
Pour les articles homonymes, voir Cabrera.
Blas Cabrera Felipe est un physicien espagnol, né en 1878 aux Canaries et mort en exil au Mexique en 1945. II a exercé son activité dans le domaine de la physique expérimentale et plus spécialement des propriétés magnétiques de la matière. Il est considéré comme le fondateur des sciences physiques espagnoles et comme l'un des plus grands scientifiques de l'histoire de son pays.

## Biographie
Juan José Secundinus Blas Cabrera y Felipe est né à Arrecife, capitale de l'île de Lanzarote, dans l'archipel des Canaries, le 20 mai 1878. Il suit des études secondaires à La Laguna de Tenerife, avant de partir pour Madrid étudier le droit selon la tradition familiale. C'est là qu'il rencontre Santiago Ramón y Cajal qui le persuade de se tourner vers les sciences. Licencié en physique et mathématiques à l'université centrale de Madrid, il obtient le doctorat en physique en 1901.
En 1903, il participe à la fondation de la Société espagnole de physique et de chimie (es) et des annales de cette société et, deux ans plus tard, en 1905, il accède à la chaire d'électricité et de magnétisme de l'université centrale.
En 1906, il épouse María Sánchez Real. Le couple aura trois enfants : Blas, médecin, attaché au département de physiologie de l'université de Madrid auprès de Juan Negrin, puis son secrétaire particulier pendant sa présidence du gouvernement de la Seconde République ; Luis, architecte ; et Nicolas (es), physicien, professeur à l'université de Virginie et à l'université autonome de Madrid. Le fils de Nicolas, Blas Cabrera Navarro (en), petit-fils de Blas Cabrera, donc, est aujourd'hui professeur de physique à l'université Stanford, en Californie.
Le Comité pour le développement des études et de la recherche scientifiques (es) lui confie en 1910 la direction du laboratoire de recherche en physique qu'il vient de créer. Ce laboratoire, divisé en cinq départements : la magnétochimie, la physico-chimie, l'électrochimie, l'électroanalyse et la spectroscopie, contribue largement au développement de la recherche en physique en Espagne.
En 1912, subventionné par le Comité pour le développement des études, Cabrera visite plusieurs organismes de recherche européens, tels que le laboratoire de physique de l’École polytechnique de Zurich, dirigé par Pierre Weiss qui poursuit des travaux sur la magnétochimie, les laboratoires de physique des universités de Genève et de Heidelberg ou le Bureau international des poids et mesures à Paris. À son retour, mettant en pratique les méthodes apprises au cours de son périple, en particulier celles développées dans le laboratoire de Zurich, Cabrera poursuit ses recherches sur le magnétisme, en collaboration avec des chercheurs tels qu'Enrique Moles et Arturo Duperier (es).
Entre 1919 et 1934, Cabrera ne donne pas moins de cent dix publications. En 1932, Pierre Weiss, alors directeur de l'institut de physique de l'université de Strasbourg, déclare que, sur les cent quatre-vingts articles sur le magnétisme de la bibliothèque de l'école, vingt-quatre ont été publiés par le laboratoire de Cabrera. Entre autres sujets, ces contributions portent sur l'établissement d'une loi qui prévoit les variations rencontrées dans le tableau périodique des éléments, sur les moments magnétiques des atomes de la série du fer (courbe de Cabrera), sur une modification de la loi de Curie-Weiss qui décrit la susceptibilité magnétique d'un matériau ferromagnétique dans la région située au-delà du point de Curie paramagnétique, sur une fonction dérivée descriptive du moment magnétique de l'atome. D'une façon plus générale, elles examinent les effets de la température sur le magnétisme de la matière.
D'autre part, Cabrera améliore ou met au point de nombreux dispositifs expérimentaux. Ainsi, par exemple, il est le premier Espagnol à utiliser la théorie des erreurs et la méthode des moindres carrés pour déterminer les constantes physiques, et certaines de ses mesures de susceptibilité magnétique restent les plus précises actuellement disponibles. Mais ses travaux ne sont pas que de recherche. Il s'attache également à la promotion et à la diffusion des théories physiques et, en 1912, il donne dans la revue de l'Académie des sciences une communication intitulée : « Analyse vectorielle dans l'espace à trois dimensions et dans l'univers de Minkowski ». C'est cet article qui, avec l'étude publiée la même année par Esteve Terradas sur Das Relativitätsprincip de Max von Laue, introduit la théorie de la relativité restreinte en Espagne.

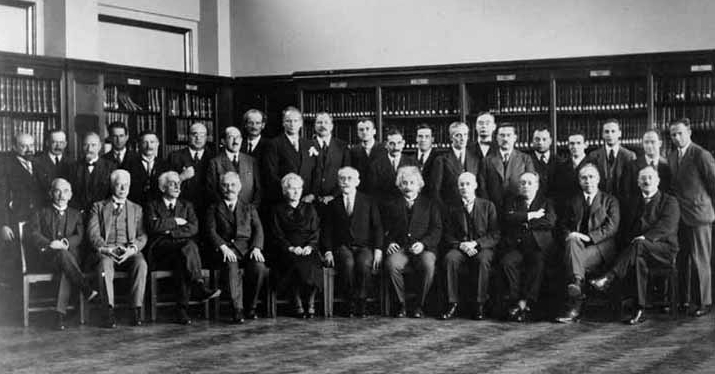
Les participants à la 6e conférence Solvay

Les travaux de Cabrera ont un retentissement international. Il accueille Albert Einstein lors de sa visite en Espagne en 1923. En 1928, parrainé par les physiciens Paul Langevin et Maurice de Broglie, il est élu à l'Académie française des sciences. La même année, sur proposition d'Albert Einstein et de Marie Curie, Cabrera est nommé au comité scientifique du 6e congrès Solvay. Il y fait, en 1930, un exposé sur « les propriétés magnétiques de la matière ».
L'année suivante, en 1931, il est nommé au poste, vacant pour raisons de santé, de Leonardo Torres Quevedo au Bureau international des poids et mesures, et il est promu recteur de l'université centrale. Un an plus tard, avec d'autres scientifiques comme Miguel Angel Catalan ou comme son propre disciple Julio Palacios, et avec l'aide de la fondation Rockefeller, il lance la création de l'Institut national de chimie physique. Devenu Institut de chimie physique Rocasolano (es), cet organisme relève aujourd'hui du Conseil supérieur de la recherche scientifique. Il a son siège dans le bâtiment Rockefeller, rue Serrano à Madrid.
Cabrera participe en 1933 à la création de l'université internationale d'été de Santander, aujourd'hui université internationale Menéndez Pelayo, dont il est nommé recteur l'année suivante. Il se trouve à Santander, en 1936, quand éclate la guerre civile. Il se rend alors en France, puis revient à Madrid. En 1937, Pieter Zeeman, président du Bureau des poids et mesures, le nomme secrétaire, poste que, revenu s'installer à Paris, il occupe jusqu'en 1941.
En février 1939, avec nombre de ses collègues, le régime franquiste l'a rayé des cadres de l'enseignement :

« Non seulement parce qu'ils ont poursuivi leurs activités dans des zones qui ont soutenu et qui soutiennent la domination marxiste, mais encore parce qu'ils ont persisté dans leur politique antinationaliste et anti-espagnole jusqu'à l’avènement du glorieux Mouvement national, et l'évidence de leur conduite pernicieuse pour le pays rendant totalement inutiles les garanties qui, en d'autres circonstances, constitueraient la condition fondamentale de toute procédure judiciaire, pour ces raisons, le ministère a résolu d'écarter définitivement de son service et de destituer de leurs grades respectifs MM. Luis Jiménez de Asúa, Fernando de los Rios Urruti, Felipe Sánchez-Román et José Castillejo Duarte, professeurs de droit ; José Giral Pereira, professeur de pharmacie ; Gustavo Pittaluga Fattorini et Juan Negrin Lopez, professeurs de médecine ; Blas Cabrera Felipe, professeur de physique ; Julián Besteiro Fernández, José Gaos González Pola (es) et Domingo Barnés Salinas professeurs de philosophie, tous de l'université de Madrid ; Pablo Azcárate Florez, Demófilo de Buen Lozano (es), Mariano Gómez González et Wenceslao Roces Suárez (es), professeurs suppléants. »

— Le 3 février 1939, le ministre de l’Éducation nationale.
En 1941, Cabrera s'exile au Mexique, où il est accueilli par la faculté des sciences de l'université nationale autonome du Mexique et où il exerce comme professeur de physique atomique et d'histoire de la physique. En 1944, il fonde la revue Ciencia, qui publie les scientifiques espagnols en exil et dont Ignacio Bolivar reprend la direction après sa mort. La même année 1941, l'Institut culturel espagnol de Buenos Aires publie son dernier ouvrage, sur « le magnétisme de la matière ».
Cabrera est mort en exil à Mexico, le 1er août 1945.

## Fonctions, charges et distinctions
Cabrera a appartenu à de nombreuses institutions. Il a été président de l'Académie des sciences, membre de l'Académie espagnole où il a occupé le fauteuil de son maître et ami Santiago Ramón y Cajal, président de la Société de physique et de chimie, directeur du laboratoire de recherche en physique du Comité pour le développement des études, directeur de l'Institut national de chimie physique, membre étranger de l'Académie française des sciences, membre du Comité scientifique de la conférence Solvay à Bruxelles, recteur de l'université centrale de Madrid et de l'université internationale Menéndez Pelayo, secrétaire du Bureau international des poids et mesures à Paris. Cabrera était également membre, aux côtés de plusieurs lauréats du prix Nobel de physique et de chimie, du comité de parrainage de la Société des Amis d'André-Marie Ampère.)

### Publications
- 1912-1913 : « La teoría de los magnetones y la magnetoquímica de los compuestos férricos » [« La Théorie des magnétons (en) et la Magnétochimie des composés ferriques »], Anales de la Real Sociedad Española de Física y Química, vol. 10,‎ 1912, avec Enrique Moles (rééd. : « La teoría de los magnetones  […] », Actas del Congreso de la Asociación Española para el Progreso de las Ciencias, vol. 4,‎ 1913.
- 1912-1913 : « Principios fundamentales de análisis vectorial en el espacio de tres dimensiones y en el universo de Minkowski » [« Principes fondamentaux de l'analyse vectorielle dans l'espace à trois dimensions et dans l'univers de Minkowski »], Revista de la Real Academia de Ciencias Exactas, Físicas y Naturales, vol. 11 et 12,‎ 1912 et 1913.
- 1915 : « Estado actual de la teoría de los rayos X y γ : Su aplicación al estudio de la estructura de la materia » [« État actuel de la théorie des rayons X et γ : Son application à l'étude de la structure de la matière »], An. R. Soc. Esp. Fís. y Quím., vol. 13,‎ 1915, et Madrid, Imprenta de Eduardo Arias.
- 1916-1919 : El estado actual de la teoría del magnetismo [« L’État actuel de la théorie du magnétisme »].
- 1917 : ¿Qué es la electricidad? [« Qu'est-ce que l'électricité ? »].
- 1918 : (fr) Magnéto-chimie.
- 1923 : Principio de relatividad [« Le Principe de relativité »].
- 1923-1927 : Paramagnetismo y estructura del átomo y de la molécula [« Paramagnétisme et structure de l'atome et de la molécule »].
- 1927 : « La Théorie du paramagnétisme », Le Journal de physique et Le Radium, 6e série, vol. 8, no 6,‎ juin 1927, p. 257-261 (lire en ligne).
- 1927 : El átomo y sus propiedades electromagnéticas [« L'Atome et ses propriétés électromagnétiques »].
- 1931 : (fr) « L’Étude expérimentale du paramagnétisme : Le Magnéton », dans Le Magnétisme : Rapports et discussions du Sixième Conseil de L´Institut international de physique Solvay, pp. 81-159, París, Gauthier Villars.
- 1933 : Electricidad y teoría de la materia [« Électricité et théorie de la matière »].
- 1937 : (fr) Dia- et paramagnétisme, et structure de la matière, Paris, Hermann et Cie, coll. « Actualités scientifiques et industrielles : Exposés sur la théorie de la matière », no 562 (OCLC 422496923).
- 1942 : El atomismo y su evolución [« L'Atomisme et son évolution »].
- 1944 : El magnetismo de la materia [« Le Magnétisme de la matière »].